# Jean-Baptiste Clément
Jean-Baptiste Clément (Boulogne-sur-Seine, 30 maggio 1836 – Parigi, 23 febbraio 1903) è stato un musicista francese; comunardo, è noto soprattutto per essere l'autore delle parole della canzone Le Temps des cerises (che venne poi adottato come inno di Radio Libertaire) e un esponente del genere musicale delle goguette.

## Biografia
Nato in una famiglia agiata – il padre era un ricco mugnaio – lasciò la casa dei genitori molto presto. Dall'età di 14 anni, fu operaio guarnitore in cuoio, che egli stesso considerava il più insignificante dei mestieri. Dopo aver svolto ancora diversi mestieri, raggiunse Parigi dove avvicinò dei giornalisti che scrivevano nei quotidiani socialisti, specie nel Le Cri du peuple (Il grido del popolo) di Jules Vallès. Nel 1867 dovette rifugiarsi in Belgio – dove pubblicò il famoso Le Temps des cerises (Il tempo delle ciliegie, che venne poi adottato come inno di Radio Libertaire) di cui aveva scritto nel 1866 il testo (la musica sarà poi scritta da Antoine Renard nel 1868). Inno d'amore e di speranza politica dedicata a una conduttrice di un'ambulanza  della comune, M.me Louise.  Tornato a Parigi, collaborò in diversi giornali d'opposizione al governo del Secondo Impero, come La Réforme di Charles Delescluze e di Auguste Vermorel.

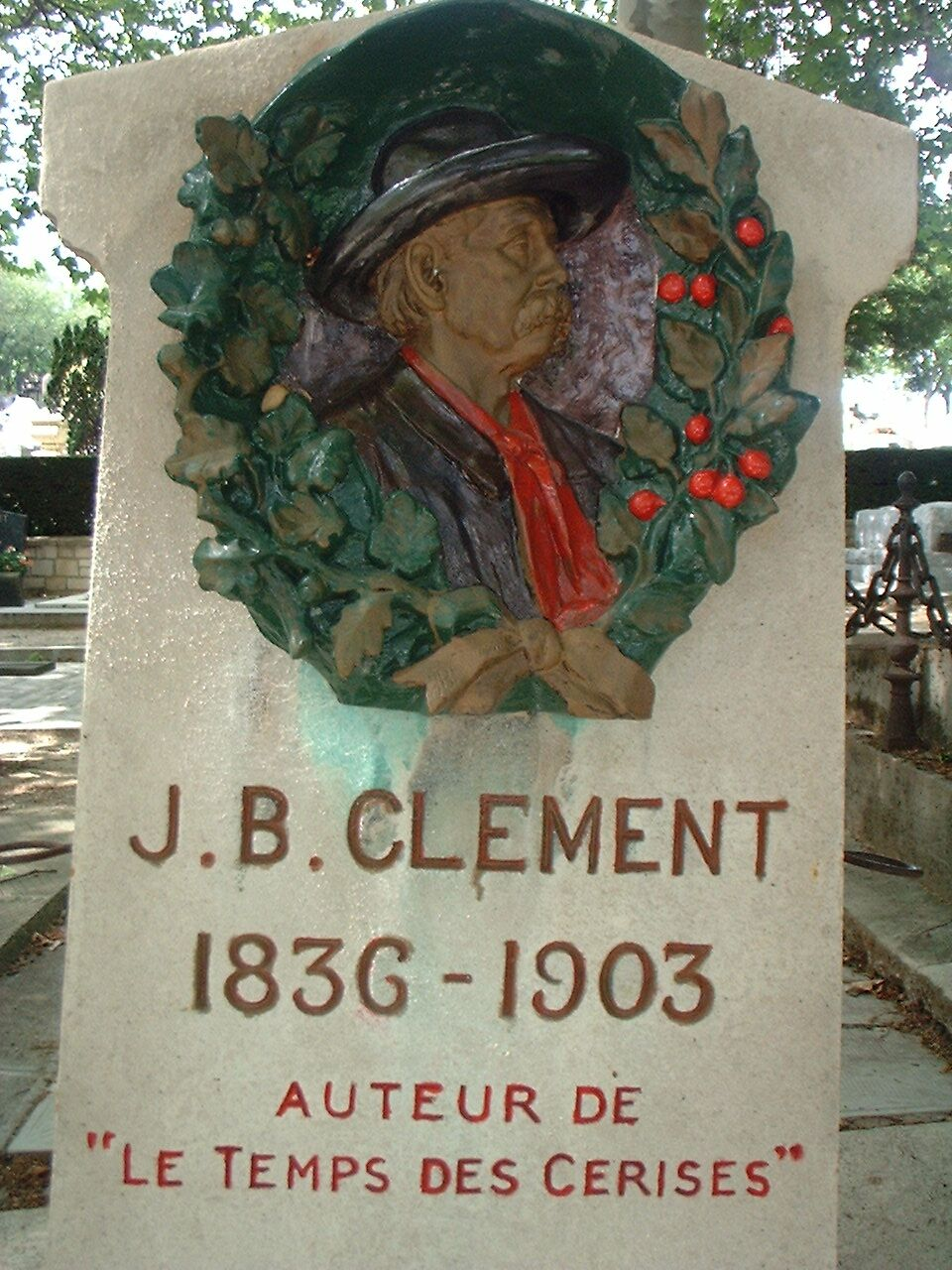
La tomba al cimitero di Père-Lachaise

Condannato per aver pubblicato un giornale non gradito all'Imperatore, fu imprigionato nelle carceri di Sainte-Pélagie fino alla rivolta parigina del 4 settembre 1870. Membro della Guardia nazionale, partecipò alle giornate di opposizione al Governo di Difesa nazionale, alle rivolte del 31 ottobre 1870 e del 22 gennaio 1871. Il 26 marzo 1871 fu eletto al Consiglio della Comune per il XVIII arrondissement. Membro della commissione dei Servizi pubblici e delle Sussistenze, il 16 aprile fu delegato alla fabbricazione delle munizioni per la commissione dell'Insegnamento. Nel Cri du peuple protesta contro la chiusura di alcuni giornali di opposizione alla Comune e combatte sulle barricate durante la Settimana di sangue. Poco dopo scriverà la canzone La Semaine sanglante che denuncia la sanguinosa repressione del movimento comunardo.
Fuggito a Londra, fu condannato a morte in contumacia nel 1874; dal maggio 1875 al novembre 1876 rientrò clandestinamente in Francia rifugiandosi presso i parenti a Montfermeil in attesa di un'amnistia che giunse nel 1879.
Nel 1880 rientrò a Parigi. Nel 1885, fondò il circolo di studi socialisti L'étincelle (La scintilla) di Charleville e la Federazione socialista delle Ardennes. Il 28 ottobre 1898 fu iniziato in Massoneria nella loggia Les Rénovateurs del Grande Oriente di Francia à Clichy, vicino a Parigi. Il 10 gennaio 1900 si affiliò alla loggia L'Évolution Sociale a Parigi, nella quale il 6 luglio 1901 fu fatto Compagno e poi Maestro.
Al suo funerale, il 26 febbraio 1903 parteciparono 5.000 persone.
Secondo uno dei suoi amici, «il ricordo di un tale uomo non si cancellerà mai, la distanza e il tempo lo rendono più caro ancora a coloro che poterono apprezzare le qualità profondamente buone del suo cuore di buon poeta e di proletario in rivolta contro tutte le ingiustizie sociali [...] E tuttavia, mai un agitatore fu tanto vilipeso quanto Jean-Baptiste Clément. Ma niente lo fermava: non le condanne, non la malvagità capitalista, non l'indifferenza operaia. Fu veramente una grande figura dell'epoca eroica del socialismo».